# Megachile kirbiella
Megachile kirbiella là một loài Hymenoptera trong họ Megachilidae. Loài này được Rayment mô tả khoa học năm 1935.